# Björn Swärdenheim
Björn Dan Werner Carlsson Daxe Swärdenheim, ursprungligen Björn Dan Verner Petersson, född den 22 augusti 1941 i Växjö församling i Kronobergs län, död 16 maj 2021 i Växjö domkyrkodistrikt i Kronobergs län, var en svensk militär.

## Biografi

### Karriär
Swärdenheim avlade officersexamen vid Krigsskolan 1963 och utnämndes samma år till fänrik i armén, varefter han befordrades till kapten vid Kronobergs regemente 1971. Han var lärare vid Krigsskolan 1971–1974. År 1974 befordrades han till major, varpå han var chef för Rationaliseringssektionen i Arméstaben. År 1980 befordrades han till överstelöjtnant och 1983 till överstelöjtnant med särskild tjänsteställning, varpå han var brigadchef 1983–1984 och chef för Utbildningsavdelningen i Arméstaben 1984–1986. Han befordrades 1986 till överste och var 1986–1988 ställföreträdande regementschef tillika personalkårchef vid Kronobergs regemente, varpå han 1988–1989 var chef för Kronobergs regemente tillika befälhavare för Kronobergs försvarsområde. År 1989 erhöll han tjänst vid Planeringsledningen i Försvarsstaben. Swärdenheim var chef för Kvalitetsutveckling i Planeringsstaben i Högkvarteret 1997–1998 och chef för Kvalitetsutvecklingsavdelningen i Planeringsstaben i Högkvarteret 1998–2000.

### Familj och namn
Swärdenheim var son till köpmannen Karl Johan Verner Petersson (1895–1962) och kaféidkaren Herta Valborg, ogift Bengtsson (1908–1998). Han gifte sig 1972 med adjunkten Margareta Strömgren (1941–2017). Han tog först namnet Swärdenhem och sedan efter ett 20-tal år det snarlika Swärdenheim.
I dödsannonser kallades han Björn av Thors i Wärend, Jarl av Orkenöarna och Herre av Hjaltland.